# 500 Miles
500 Miles (auch bekannt als englisch 500 Miles away from home oder Railroader’s Lament) ist ein amerikanischer Folksong, der von Hedy West im Jahr 1961 geschrieben wurde. Die Ballade hat eine melancholische Grundstimmung und handelt von einem Eisenbahner, der immer viel zu lange von zu Hause fort ist.

## Geschichte
Die amerikanische Folksängerin und Songschreiberin Hedy West gilt als Verfasserin dieses Liedes, das Copyright lag bei dem Musiklabel Atzal Music, Inc. in New York. Noch im selben Jahr wurde es von The Journeymen und kurz danach von mehreren anderen Interpreten wie Peter, Paul and Mary veröffentlicht. 1963 kam die Version 500 Miles away from home vom Bobby Bare heraus. Die Melodie war dieselbe, doch war der Text geändert und zu einem Antikriegslied umgeschrieben worden, das nun von dem Brief einer Mutter an ihren Sohn erzählt der weit weg im Krieg ist und gesund zurückkehren soll. Auch Elvis Presley soll den Song etwa 1966 in privatem Rahmen aufgenommen haben. Das Lied wurde auch in anderen Sprachen zu einem erfolgreichen Song und von zahlreichen Bands und Interpreten gecovert.
Der Musikschriftsteller und Elvis-Presley-Experte David Neale meint, dass 500 Miles möglicherweise ein älteres Lied mit dem Titel 900 Miles zum Vorbild hatte, das wiederum auf einer südamerikanischen Melodie zu Reuben’s Train oder Train 45 basiert.

## Musikalische Struktur
Der Song weist einen durchgehenden 4/4-Takt auf und ist ursprünglich in der Tonart G-Dur komponiert, doch viele Interpreten transponieren das Stück nach der jeweiligen Stimmlage des Sängers. Die Harmoniefolge für die Gitarre besteht aus den Akkorden G, e, a, C, D, D7 und wieder G-Dur. Das Tempo ist mit etwa 95 Beats per minute (Moderato), typisch für einen melancholischen Folksong. Das Lied besteht aus drei Strophen, die die Sehnsucht eines reisenden, eher armen Mannes nach seinem Zuhause und zu seiner Frau besingen. Am Schluss des Songs wird die erste Strophe wiederholt. Je nach Interpretation dauert das Lied etwas über drei Minuten.

## Coverversionen (Auswahl)
Der Song erschien unter anderem:
- 1961: Titel auf den Debütalbum von The Journeymen der gleichnamigen Band.[9]
- 1962: Titel auf dem Album College Conzert der Gruppe The Kingston Trio.[10]
- 1962/1963: Album und Single von Peter, Paul and Mary[11]
- 1962: J’Entends Siffler Le Train französische Version von Richard Anthony[12]
- 1963: 500 Miles away from home von Bobby Bare[13]
- 1963: Und dein Zug fährt durch die Nacht deutsche Version von Peter Beil.[14]
- 1965: 5000 Meilen von zu Haus’ deutsche Version von Freddy Quinn.[15]
- 1966/1967: Elvis Presley auf In a Private Moment[16]
- 1989: The Hooters auf dem Album Zig Zag[17] mit einer Erwähnung des Tank Man
- 2009/2011: Rosanne Cash auf den Alben The List und The Essential[18]
- 2012: 500 Meilen interpretiert von der Gruppe Santiano auf dem Album Bis Ans Ende Der Welt[19]
- 2013: Soundtrack zum Film Inside Llewyn Davis aufgenommen von Justin Timberlake, Stark Sands, Carey Mulligan[20]